# ぐっさんの肉球プリン
『ぐっさんの肉球プリン』（ぐっさんのにくきゅうプリン）は、一部フジテレビ系列局で放送されていた関西テレビ製作のバラエティ番組である。製作局の関西テレビでは2006年7月11日から同年9月26日まで、毎週火曜 24時35分 - 25時05分に放送。

## 放送内容
パーソナリティの山口智充（DonDokoDon）とゲストが、互いの「気持ちいい」現象・映像などを紹介していた深夜番組。Ask.jp （現・Ask.com）との連動企画で、視聴者が投稿した「気持ちいい」映像も紹介していた。

## 放送日・ゲスト
- 2006年7月11日 温水洋一
- 2006年7月18日 石川亜沙美
- 2006年7月25日 なぎら健壱
- 2006年8月2日 片瀬那奈
- 2006年8月8日 坂下千里子
- 2006年8月15日 板尾創路
- 2006年8月22日 本上まなみ
- 2006年8月29日 戸田恵子
- 2006年9月5日 国仲涼子
- 2006年9月12日 山口もえ
- 2006年9月19日 大友康平
- 2006年9月26日 久保田利伸

## スタッフ
- ナレーター : 佐藤政道
- 構成 : 松永英隆、松田幸三、たかはC
- CAM : 石毛雄己（SWISH JAPAN）
- VE : 粕谷弘樹（SWISH JAPAN）
- 音声 : 後藤龍幸（SWISH JAPAN）
- 照明 : 根健勝広（PROGRESSO）
- 美術 : 森つねお（tac）
- CGタイトル : 神保宏房
- EED : 寺崎智人（THE TUBE）
- MA : 佐々木美郷（THE TUBE）
- 音効 : 保苅智子（sound eggnog）
- ヘアメイク : 松永美由紀（Hibben）
- 広報 : 大村貴子（KTV広報部）
- ディレクター : 世良田佳男
- プロデューサー : 小寺健太（KTV編成部）、工藤浩之、平出聡
- 協力 : Ask.jp
- 制作協力 : K-max
- 制作著作 : 関西テレビ

## 放送局
| 放送対象地域 | 放送局     | 系列           | 放送日時           | 備考   |
| ------------ | ---------- | -------------- | ------------------ | ------ |
| 近畿広域圏   | 関西テレビ | フジテレビ系列 | 火曜 24:35 - 25:05 | 製作局 |
| 静岡県       | テレビ静岡 | フジテレビ系列 | 金曜 26:40 - 27:10 |        |